# Моделирование биологических систем
Моделирование биологических систем — направление в биологическом моделировании, а именно процесс создания моделей биологических систем с характерными им свойствами. Объектом моделирования может стать любая биологическая система. Биологическое моделирование является важной задачей системной и математической биологии. Вычислительные системы биологии нацелены на развитие и использование эффективных алгоритмов, структур данных, визуализации и средств коммуникации для компьютерного моделирования биологических систем. Это предполагает использование компьютерного симулирования биологических систем, включая как клеточные подсистемы (например, сети метаболитов и ферментов, которые содержат обмен веществ, сигнальные пути и генные регуляторные сети), так и анализ и визуализацию сложных соединений этих клеточных процессов. Искусственная жизнь или виртуальная эволюция пытается понять эволюционные процессы с помощью компьютерного моделирования простых форм жизни.

## Обзор
Понятно, что неожиданное возникновение свойства сложной системы является результатом причинно-следственных взаимодействий простых и комплексных частей. Биологические системы проявляют многочисленные важные примеры становления свойств в сложном взаимодействии компонентов. Традиционное изучение биологических систем предусматривает восстановительные методы, в которых данные собраны в категории, такие как концентрация с течением времени в соответствии с определенным стимулом. Компьютеры имеют решающее значение для анализа и моделирования этих данных. Цель состоит в том, чтобы создать актуальные в реальном времени модели систем в соответствии с окружающей средой и внутренними раздражителями, такие как модель раковой клетки, чтобы найти слабые места в её сигнальных путях, или моделирование мутаций ионных каналов, чтобы увидеть эффекты, оказываемые на кардиомиоциты и, в свою очередь, на работу сердца.